# 丸新町
丸新町（まるしんちょう）は、愛知県名古屋市北区にある地名。丁番を持たない単独町名である。住居表示未実施。

## 地理
名古屋市北区北西部に位置する。東は若鶴町・如来町、西は大我麻町、南は五反田町、北は新沼町に接する。

### 河川
- 境川[3]

## 歴史

### 地名の由来
大字大蒲新田字新畑および大字如意字丸知の地名より、一文字ずつ採って命名したものである。字新畑は開拓に関わる地名とみられるが、字丸知の由来は未詳。

### 沿革
- 1972年（昭和47年）12月26日 - 北区楠町大字大蒲新田字東清水・新畑・六反割・清水・野起の各一部により、同区丸新町として成立[1]。
- 1978年（昭和53年）8月27日 - 北区楠町大字如意字池田・神田・洗浞・高坪・鳥見塚・仲田・如来の各一部および字丸知の全部を編入する[1]。

## 世帯数と人口
2019年（平成31年）1月1日現在の世帯数と人口は以下の通りである。
| 町丁   | 世帯数  | 人口  |
| ------ | ------- | ----- |
| 丸新町 | 365世帯 | 823人 |

### 人口の変遷
国勢調査による人口の推移
| 2000年（平成12年） | 772人 | [ WEB 6 ] |  |
| 2005年（平成17年） | 733人 | [ WEB 7 ] |  |
| 2010年（平成22年） | 742人 | [ WEB 8 ] |  |
| 2015年（平成27年） | 822人 | [ WEB 9 ] |  |

## 学区
市立小・中学校に通う場合、学校等は以下の通りとなる。また、公立高等学校に通う場合の学区は以下の通りとなる。なお、小学校は学校選択制度を導入しておらず、番毎で各学校に指定されている。
| 小学校                                  | 中学校             | 高等学校 |
| --------------------------------------- | ------------------ | -------- |
| 名古屋市立楠小学校 名古屋市立楠西小学校 | 名古屋市立楠中学校 | 尾張学区 |

## 交通
- 国道41号（名古屋高速11号小牧線） - 町域の西端を南北に通過する。
- 国道302号（名古屋第二環状自動車道） - 町域の南端を東西に通過する。
- 愛知県道59号名古屋中環状線

## 施設
- 名古屋市営バス如意営業所[2]
- 岐阜信用金庫楠町支店[2]
- 丸新公園

1978年（昭和53年）4月1日供用開始。
- 高坪公園

1979年（昭和54年）4月1日供用開始。

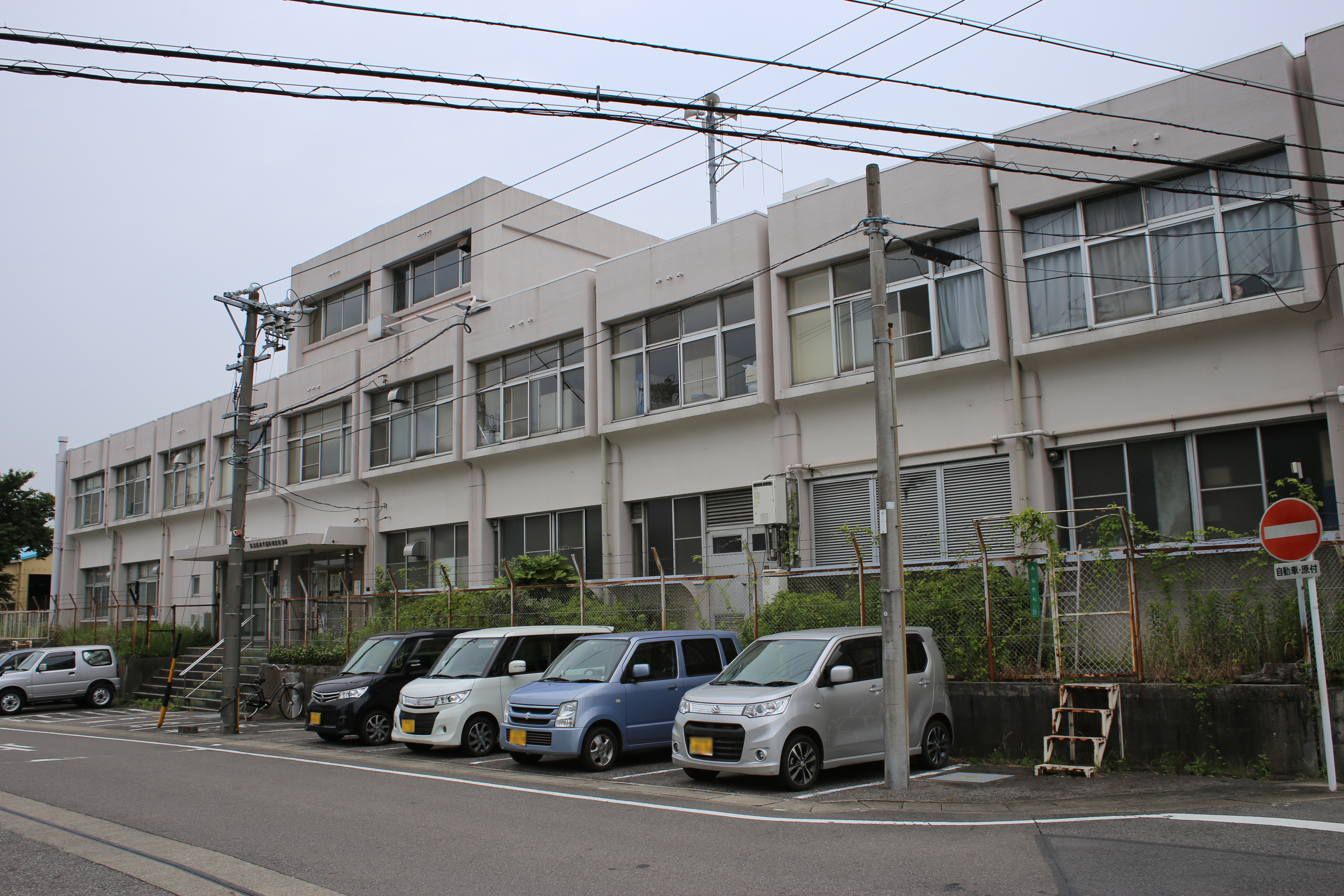
名古屋市営バス如意営業所（2016年5月）
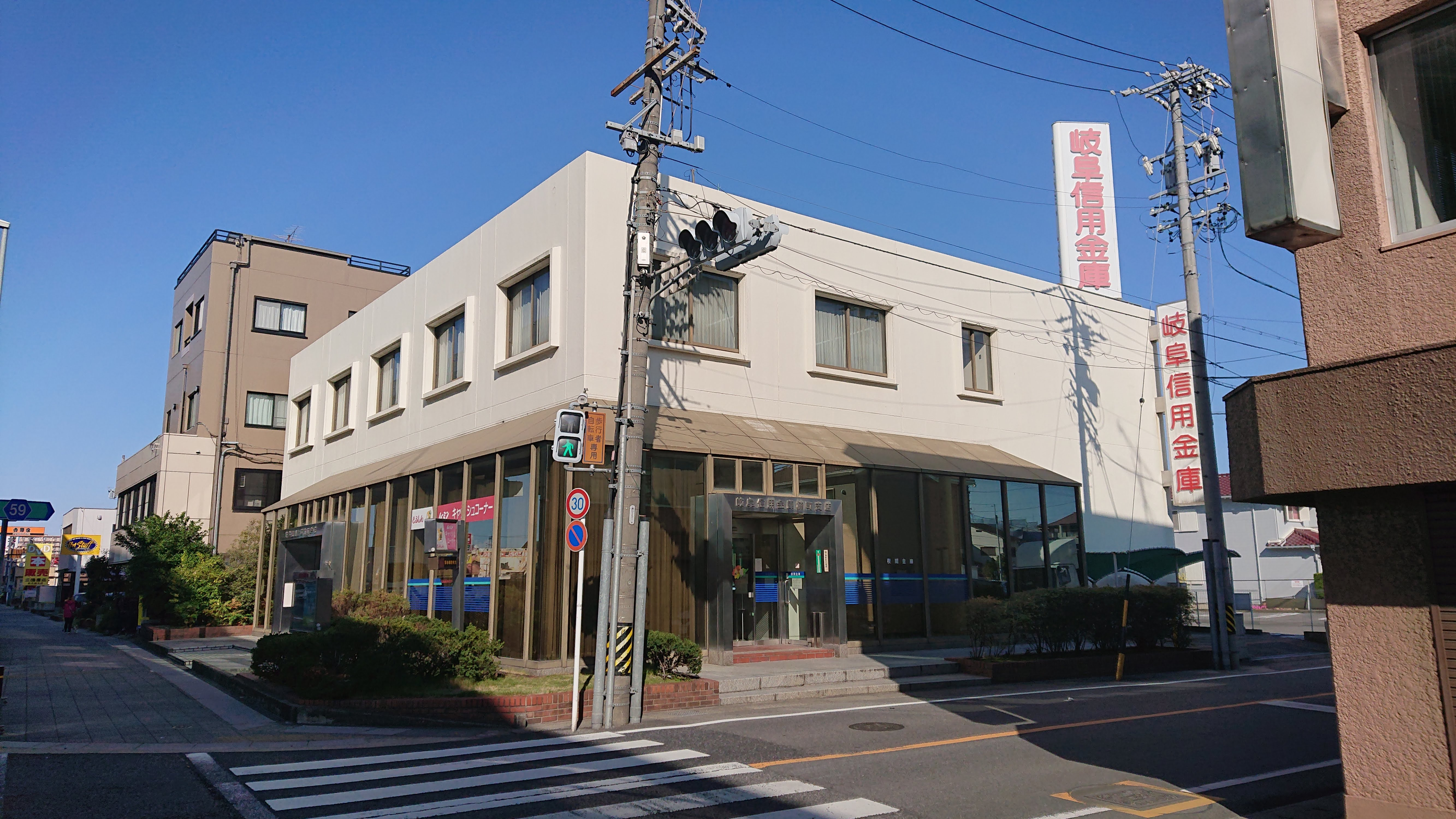
岐阜信用金庫楠町支店（2020年11月）
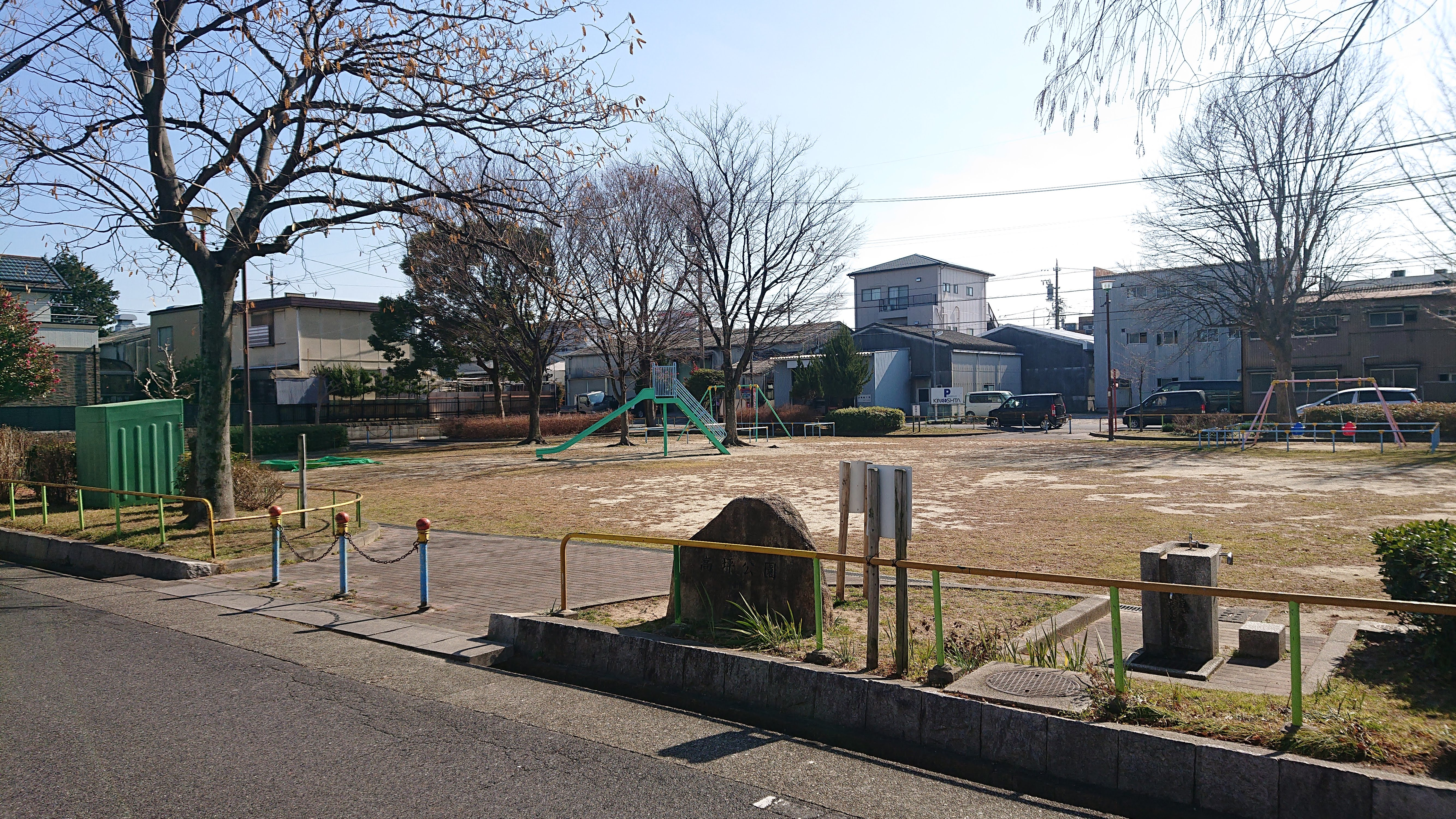
高坪公園（2019年1月）

## その他

### 日本郵便
- 郵便番号 : 462-0063[WEB 3]（集配局：名古屋北郵便局[WEB 13]）。

### WEB
1. ↑  “愛知県名古屋市北区の町丁・字一覧”.   人口統計ラボ. 2017年10月7日閲覧。
2. 1 2  “町・丁目(大字)別、年齢(10歳階級)別公簿人口(全市・区別)”.   名古屋市 (2019年1月23日). 2019年1月23日閲覧。
3. 1 2  “郵便番号”.  日本郵便. 2019年1月6日閲覧。
4. ↑  “市外局番の一覧”.   総務省. 2019年1月6日閲覧。
5. ↑  名古屋市役所市民経済局地域振興部住民課町名表示係 (2015年10月21日). “北区の町名一覧”.   名古屋市. 2017年10月7日閲覧。
6. ↑  名古屋市役所総務局企画部統計課統計係 (2005年7月1日). “（刊行物）名古屋の町(大字)・丁目別人口 (平成12年国勢調査) 北区” (xls). 2017年10月8日閲覧。
7. ↑  名古屋市役所総務局企画部統計課統計係 (2007年6月29日). “平成17年国勢調査　名古屋の町(大字)別・年齢別人口 北区” (xls). 2017年10月8日閲覧。
8. ↑  名古屋市役所総務局企画部統計課統計係 (2012年6月29日). “平成22年国勢調査　名古屋の町(大字)別・年齢別人口 北区” (xls). 2017年10月8日閲覧。
9. ↑  名古屋市役所総務局企画部統計課統計係 (2017年7月7日). “平成27年国勢調査　名古屋の町(大字)別・年齢別人口” (xls). 2017年10月8日閲覧。
10. ↑  “市立小・中学校の通学区域一覧”.   名古屋市 (2018年11月10日). 2019年1月14日閲覧。
11. ↑  “平成29年度以降の愛知県公立高等学校（全日制課程）入学者選抜における通学区域並びに群及びグループ分け案について”.   愛知県教育委員会 (2015年2月16日). 2019年1月14日閲覧。
12. 1 2  “都市公園の名称、位置及び区域並びに供用開始の期日” (2019年5月1日). 2019年11月3日閲覧。
13. ↑  郵便番号簿 平成29年度版 - 日本郵便. 2019年01月06日閲覧 (PDF)

### 文献
1. 1 2 3  名古屋市北区役所市民室 1979, p. 66.
2. 1 2 3  「角川日本地名大辞典」編纂委員会 1989, p. 1454.
3. 1 2  名古屋市計画局 1992, p. 198.
4. ↑  名古屋市北区役所市民室 1979, p. 27.